# Rhodostemonodaphne licanioides
Rhodostemonodaphne licanioides là loài thực vật có hoa trong họ Nguyệt quế. Loài này được (A.C. Sm.) Madriñán mô tả khoa học đầu tiên năm 2004.